# Szilárdtest-relé
A szilárdtest relé egy jelfogóként működő félvezető lapka, olyan mint egy tranzisztor vagy integrált áramköri csip alapja és a rajta lévő különböző alkatelemek összessége, ami magát a működést segíti elő. A szilárdtest relé feladata, hogy nagyobb feszültséget, nagyobb áramerősséget viseljen el, mint egy egyszerű félvezető. A szilárdtest elem természetesen a sokkal kisebb vezérlő feszültség és alacsony áramerősség hatására fejti ki erejét.

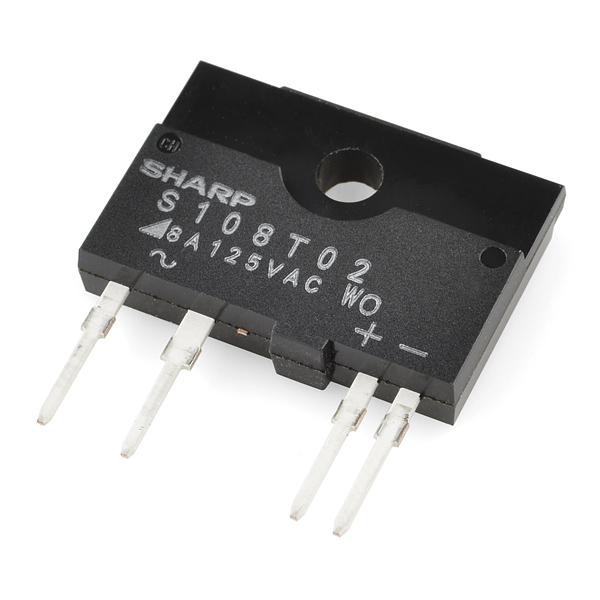
A japán SHARP cég 8 amperes szilárdtest reléje

A mai szilárdtest relék már 3 V feszültségtől (tehát a legtöbb digitális áramkör feszültségszintjével) akár 600 V-os váltakozó feszültséget több tíz A áramerősséggel is tudnak vezérelni, 10-40 ms kapcsolási késleltetéssel.

## Összehasonlítása hagyományos eszközökkel
Hagyományos elektromágneses vezérlésű (mechanikus) jelfogó összehasonlítása a „szilárdtest” jelfogóval: 
- A relé sok mozgó alkatrészt tartalmaz. A szilárdtest relé semmiféle mozgó elemet nem tartalmaz. Jobban bírja a rázkódást, véletlenül sem kapcsol ilyenkor hibásan.
- Egy hagyományos relénél egy szilárdtest elem élettartama lényegesen nagyobb (a kapcsolások számát tekintve, mivel nem tartalmaz mozgó alkatrészt), azonban az impulzusszerű túlterheléseket rosszabbul viseli.
- A hagyományos relé tizedmásodpercet is elérő késleltetéséhez képest a szilárdtest relé jelentősen gyorsabb.
- A hagyományos relék a kapcsolás pillanatában nagyfrekvenciás zajt is állítanak elő, amely a szilárdtest relénél nem jelentkezik.
- A szilárdtest reléknél nem jelentkezik a prell.
- A hagyományos jelfogókkal szemben hűtést igényelhetnek, ami kicsiny méretük, ill. kapcsolt teljesítmény nagyságától függően szükséges lehet.
- A szilárdtest reléknek van maradék feszültségük és szivárgóáramuk, amivel a mechanikus relénél nem kell számolni
- A hagyományos relék galvanikus leválasztás biztosítanak, míg a szilárdtest relék túlfeszültség hatására könnyebben átütnek (ez a veszély optoelektronikai csatolással elhárítható).